# Pierre François Charles Augereau
Pierre Françoise Augereau (París, 21 d'octubre del 1757 – La Houssaye-en-Brie, 1816), fou un militar francès que assolí el grau de mariscal així com els títols de par de França i duc de Castiglione.
D'origen humil, va néixer al carrer Mouffetard, a París, el 1757, fill de Pierre Augereau, criat a la casa d'un ric propietari, i de Marie-Joséphe Kreslin, nascuda a Múnic i venedora de fruita al faubourg Saint-Marceau. El 1773, s'enrolà amb disset anys a l'Exèrcit Reial. A Nàpols com a conseqüència d'un duel amb un oficial va haver de desertar i es va passar a l'enemic, l'exèrcit prussià, comprometent-s'hi per un any. Amb els prussians va lluitar contra l'Imperi Otomà i els austríacs. Es casà amb Gabrielle Grach i es traslladà a Nàpols, ciutat en què va viure com a mestre d'esgrima fins al 1787.
Fervent jacobí, tornà a França el 1792, i s'allistà en la Guàrdia Nacional on aviat arriba al grau de sergent. Tres anys després, ja era general de divisió a l'Exèrcit del Pirineus. Amb aquest grau participà en la Guerra Gran, concretament en els combats del Fluvià, poc abans del final de la guerra.

## El Directori

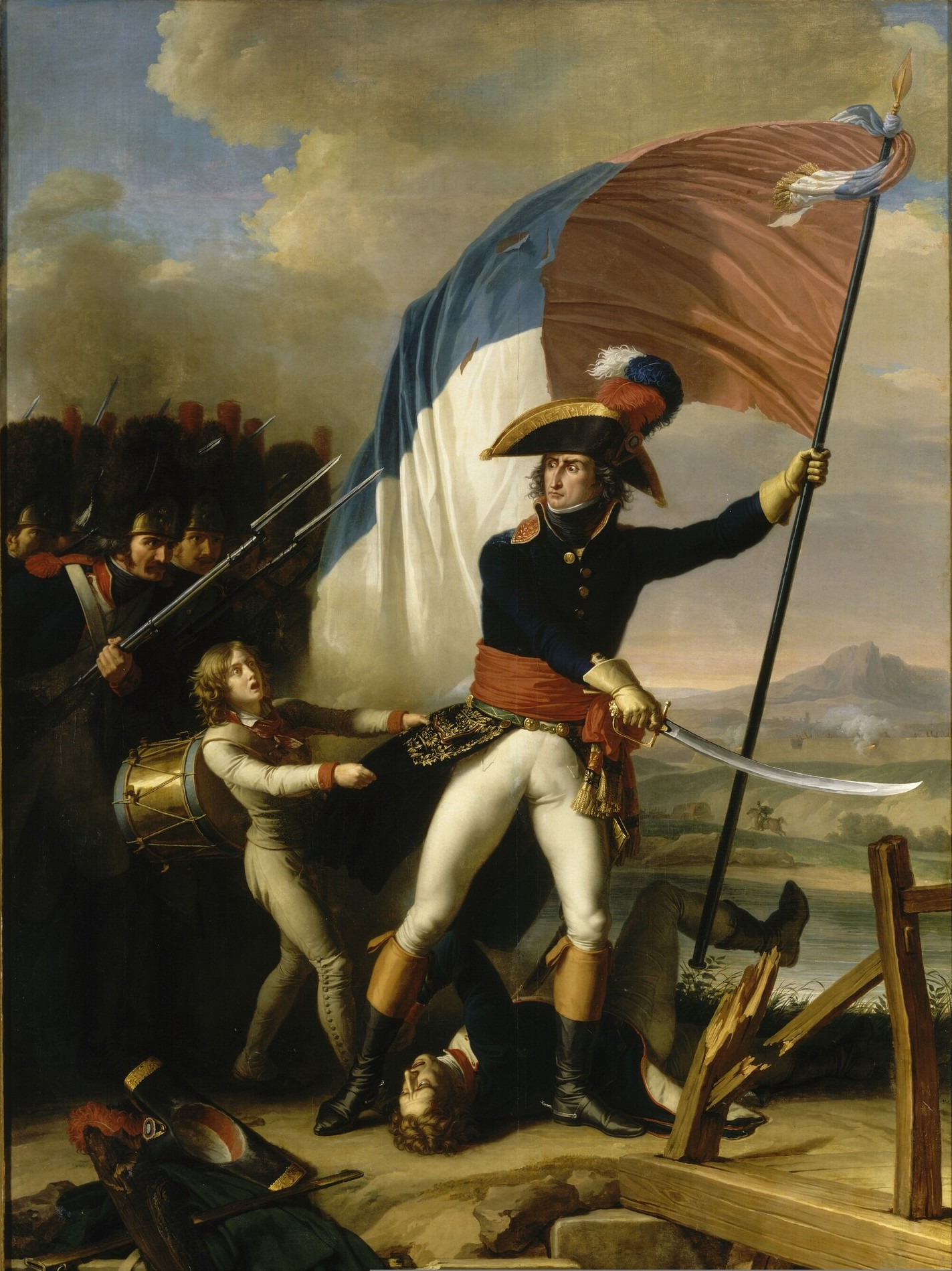
Augereau al pont d'Arcole, 15 de novembre de 1796 per Charles Thévenin

Durant el Directori destacà en la campanya d'Itàlia, el 12 d'abril de 1796 lluità al combat de Montenotte, el 15 d'abril a la batalla de Millesimo, contra els piamontesos i el 16 d'abril en la presa del castell de Ceva. Cridà l'atenció de Napoleó Bonaparte després de la batalla de Castiglione el 3 d'agost i d'encapçalar als seus homes contra els austríacs a la batalla del Pont d'Arcole el 15 de novembre. Pels seus saqueigs i crueltats li feren perdre prestigi entre els alts càrrecs militars. Després del 18 de Brumari (mes del calendari republicà francès), rebé el comandament de l'exèrcit dels Països Baixos, i ja amb l'Imperi va ascendir a mariscal el 1804. Destacà a la batalla de Jena-Auerstedt contra els prussians. A la batalla d'Eylau, el 8 de febrer de 1807, el seu cos d'exèrcit que devia atacar el centre rus, es va perdre en una tempesta de neu i els seus soldats foren delmats pels canons enemics. Ferit al braç, tornà a França i el de març de 1808 rebé el títol de duc de Castiglione.

### Governador General de Catalunya
A finals de 1809 fou destinat a Espanya per a substituir al general Saint-Cyr i a inicis de desembre ja aconseguia finalment la capitulació de Girona. El 24 de gener de 1810 arribà a Barcelona amb el general Duhesme.
El 8 de febrer, Napoleó signà a les Teuleries un decret on establia governs particulars a l'Aragó, Biscaia, Catalunya i Navarra. Això va comportar la desvinculació d'Espanya dels territoris al nord del riu Ebre, que van passar a ser administrats directament per l'exèrcit imperial. En algun moment entre els mesos de gener i maig Augereau fou nomenat Governador general de Catalunya, gairebé independent de Josep I d'Espanya.
Com a Governador general, Augereau va denunciar a l'emperador els estralls ocasionats a Barcelona per l'administració anterior, la despoblació alarmant de la ciutat i els escàndols de contraban practicat pels mateixos funcionaris. Es proposà emprendre certes reformes catalanitzadores per atraure la simpatia dels catalans i facilitar així la incorporació del Principat al Primer Imperi Francès, tasques en les quals era aconsellat pel terratinent afrancesat Tomàs Puig i Puig. El seu programa va consistir:
- Depuració de la corrompuda administració del general Duhesme. Aquest fou destituït i uns dos-cents empleats van ser detinguts i interrogats. L'instrument de la dràstica purificació fou la Comissió Administrativa, que començà una lenta investigació sobre els mateixos compatriotes i alguns afrancesats que estaven sota sospita.
- El 2 d'abril decretà una amnistia que comprengué tots els que havien emigrat per raons polítiques.[2]
- Concedí la cooficialitat del català, catalanitzant les actes i la documentació de la ciutat.[2]
- Feu onejar l'estendard català al costat del francès.
- Començà a escoltar els notables de la província.
- Dissenyà una nova divisió territorial del Principat a l'estil francès, amb quatre corregiments molt més extensos que els d'abans.
- Inicià la catalanització del "Diario de Barcelona",[2] que canvià el nom per "Diari del Gobern de Cataluña i Barcelona".
- Es proposà una reforma fiscal molt important.

Aquestes reformes no van agradar a París, ja que les depuracions administratives debilitaren l'estructura napoleònica de Catalunya, la política catalanista tenia poc ressò entre la població i xocava amb el centralisme francès. Els enemics polítics d'Augereau aconseguiren fer-se escoltar per Napoleó.
Al març, Augereau dirigí una nova expedició imperial cap a Tarragona. Va enviar tres divisions franceses, que conqueriren Reus el 30 de març. Però fracassaren d'una manera flagrant quan els seus homes van ser derrotats a Vilafranca del Penedès el 30 de març i a Manresa el 5 d'abril. Esgotats tots els proveïments, les seves tropes van emprendre una catastròfica retirada cap a Girona, perdent fins i tot la línia del Llobregat.
Fou destituït d'aquest càrrec per l'emperador, que estava enfurit per la reculada i pels experiments polítics d'Augereau, el 26 de maig, principalment per l'acorralament a què estava sotmès per les tropes liderades per Joan Clarós i també per les maniobres polítiques de París. Dos dies després el substituïa en el càrrec el mariscal MacDonald.

### Restauració
Durant la restauració francesa, acatà a Lluís XVIII de França i fou nomenat par de França. Durant el govern dels cent dies intentà reconciliar-se amb Napoleó, però no ho aconseguí. Es retirà a les seves terres de La Houssaye, on morí apartat de l'activitat militar.